# 앤 L. 나단
앤 L. 네이선(Anne L. Nathan)은 미국의 배우이다.

## 출연 작품

### 영화
- 베이비 마마 (2008년)
- 킹 오브 캘리포니아 (2007년)
- 더트 (2007년)

### 텔레비전
- 성범죄수사대: SVU
- 뉴욕 특수수사대
- Law & Order: Trial by Jury
- 왓 아이 라이크 어바웃 유
- 베로니카 마스
- 뉴욕 특수수사대
- 애즈 더 월드 턴즈
- 굿 와이프

### 연극
- 레 미제라블 (뮤지컬)
- 시카고 (뮤지컬)
- 의심 품기